# Meranoplus bellii
Meranoplus bellii (лат.) — вид мелких муравьёв рода Meranoplus из подсемейства Myrmicinae (Formicidae).

## Распространение
Южная Азия: Индия.

## Описание
Мелкие муравьи, покрытые многочисленными волосками. Отличаются от близких видов двузубчатым дорзумом петиоля, острым коротким шипом на постпетиоле, направленным назад; мандибулы вооружены 5 зубцами.
Длина рабочих муравьёв 4,25 — 5,4 мм, длина головы 1,0 — 1,18 мм (ширина 1,07 — 1,3 мм). Основная окраска тела коричневая. Усики 9-члениковые с булавой из 3 вершинных члеников. Максиллярные щупики 5-члениковые, нижнечелюстные щупики из 3 члеников. Грудь высокая, пронотум слит с мезонотумом, образуя единый склерит с окаймлённым дорзумом. Стебелёк между грудкой и брюшком состоит из двух члеников: петиолюса и постпетиолюса (последний четко отделен от брюшка), жало развито, куколки голые (без кокона). Валидный статус подтверждён в ходе ревизии, проведённой в 1998 году австрийским мирмекологом Штефаном Шёдлем (Stefan Schödl; 1957—2005).